# Sycoscapter huberi
Sycoscapter huberi är en stekelart som först beskrevs av Girault 1919.  Sycoscapter huberi ingår i släktet Sycoscapter och familjen fikonsteklar. Inga underarter finns listade i Catalogue of Life.